# Lille doktor på prærien
Lille doktor på prærien (originaltitel: Dr. Quinn, Medicine Woman) var en amerikansk tv-serie med Jane Seymour i hovedrollen, der oprindeligt blev vist fra 1993 til 1998 på CBS.